# Groundforce

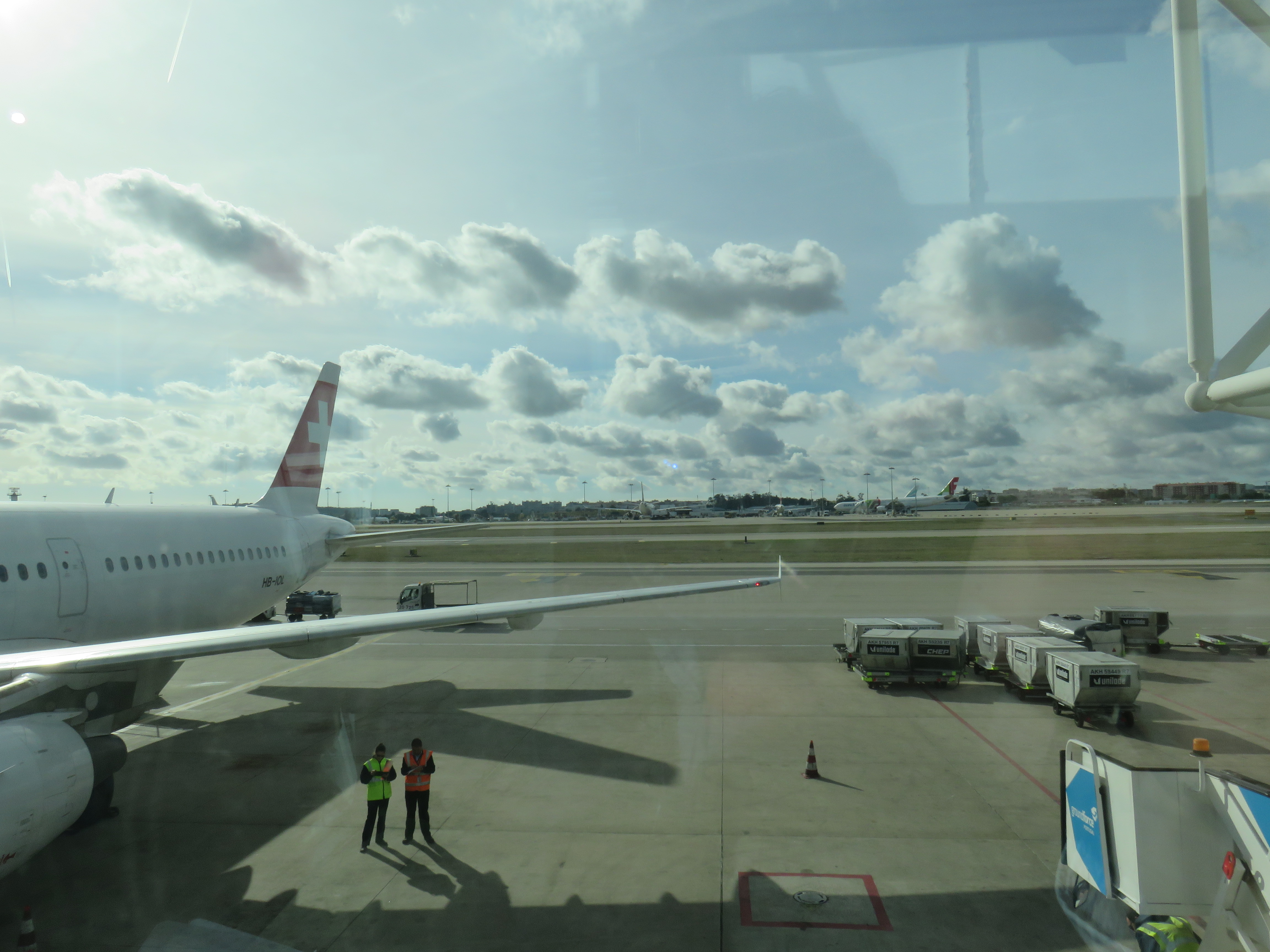
Aéroport de Portela à Lisbonne (LIS), Portugal.

Groundforce est l'opérateur de service d'escale (handling) opérant sur les aéroports portugais :
- Aéroport de Portela à Lisbonne, LIS
- Aéroport Francisco Sà-Carneiro à Porto, OPO
- Aéroport de Faro, FAO
- Aéroport de Funchal Santa Cruz ( Madère), FNC
- Aéroport de Porto Santo ( Madère), PXO

Ses secteurs d'activités sont :
- services aux passagers ;
- services d'affichage ;
- services de fret ;
- services de manutention des équipements terrestres ;
- gestion des lounges ;
- formation ;
- nettoyage des avions ;
- contrôle de charge ;
- transports terrestres ;
- représentation aéroportuaire ;
- opérations de vols et gestions des équipages ;
- sécurité aéroportuaire ;
- gestion de locaux ;
- consultant et assistance technique.

Actuellement Groundforce Portugal est prestataire de service pour environ 250 compagnies aériennes dans 21 aéroports, au Portugal, en Espagne et en Afrique.

## Histoire
L'histoire de Groundforce Portugal débute avec la création d'un département des Opérations aux Sols (DOT, Departamento de Operações em Terra) de la TAP Portugal en 1982. En 1989, à la suite de la restructuration et à la réglementation européenne, ce département devient une entité distincte avec une nouvelle dénomination, DGOT (Direcção Geral de Operações em Terra). Enfin en 1992, celle-ci change encore de dénomination et devient TAP Handling.
En avril 2003, TAP SGPS et TAP SA (entités organiques) approuvent la séparation juridique de toutes les filiales du groupe TAP, celle-ci prend alors la dénomination SPdH–Serviços Portugueses de Handling SA, gérant dorénavant toutes les opérations au sol des vols de TAP Portugal, sur le territoire national.  
Au 1er octobre 2003, la nouvelle société commence son activité, auprès de toutes les compagnies sollicitant ses services sur le territoire portugais. Durant cette même année, un accord intervient entre SPdH et Portugália Airlines, dans lequel Portugália prend le contrôle de 6 % du capital de SPdH.
En 2005, avec la réorganisation de TAP, et le dynamisme de Portugália et intégration du Grupo Globalia, la société change de nouveau de dénomination :  Groundforce Portugal.
En mars 2008, un consortium de trois banques (BIG-Banco de Investimento Global SA, Banif et Banco Invest-Grupo Alves Ribeiro) reprend les parts de  Globalia. Actuellement, le capital social est composé comme suit, TAP Portugal 49,9 % et 50,1 % pour le consortium bancaire.